# Bejcgyertyános
Bejcgyertyános é um município da Hungria, situado no condado de Vas. Tem 31,43 km² de área e sua população em 2015 foi estimada em 438 habitantes.